# Paz de Sistova

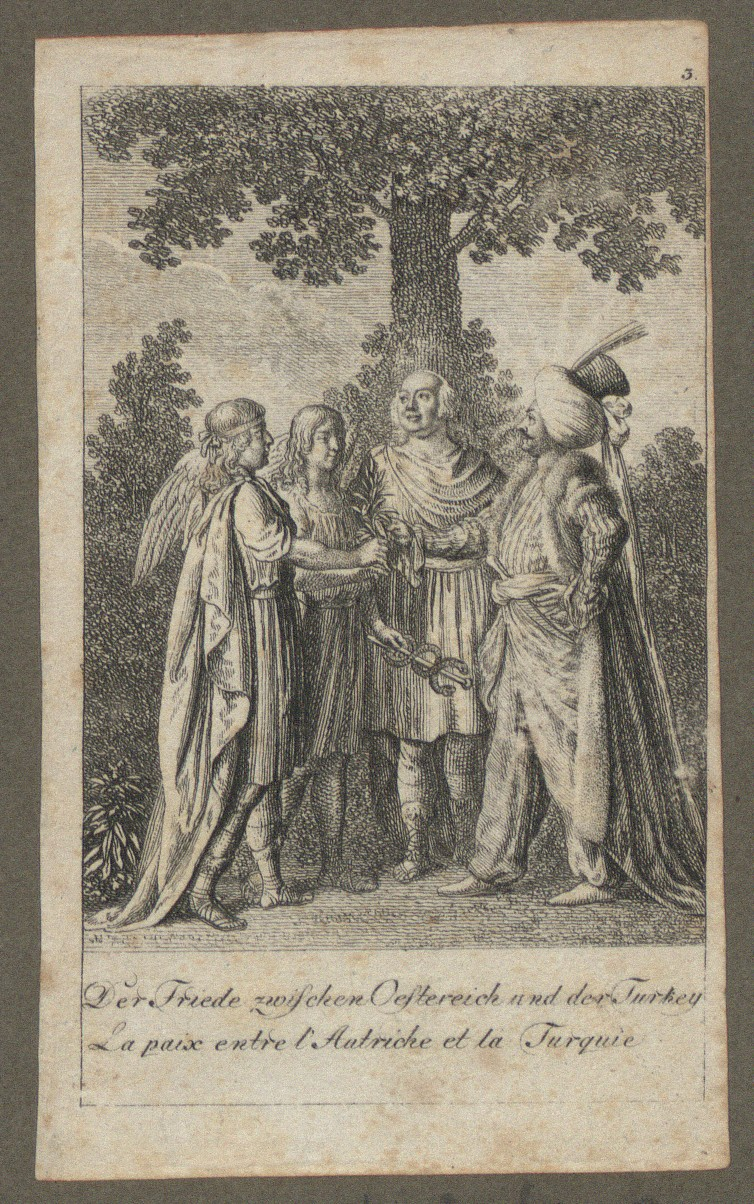
Ilustración del Tratado de Sistova

La Paz de Sistova o Tratado de Sistova (Zistova, Sistov, Svistov o Svishtov), firmada el 4 de agosto de 1791, puso fin a la Guerra austro-turca iniciada en 1787 y, por extensión, a las guerras habsburgo-otomanas.
En 1787 el imperio otomano declaró la guerra a Rusia. Poco después, el emperador austríaco, aliado con la zarina Catalina II desde 1783, entró en el conflicto en apoyo de Rusia. Austria esperaba beneficiarse del progresivo deterioro del imperio turco al tiempo que trataba de frenar la expansión rusa, perjudicial para sus intereses en los Balcanes. Aunque la primera etapa de la guerra fue desfavorable para los ejércitos austríacos, finalmente, consiguieron ocupar Serbia y Valaquia (1789-1791) y penetrar en Moldavia (1788), donde se unirían a las tropas rusas. Sin embargo, la muerte del emperador José II de Habsburgo (1790), la situación que se vivía en Francia (que llevaría a las potencias a la intervención armada en 1792) y la amenaza de la alianza firmada entre Prusia y el imperio otomano (1790), llevaron a Austria a firmar un armisticio con los turcos en 1790.
Gran Bretaña medió entre Prusia y Austria, consiguiendo que el rey de Prusia abandonara sus beligerantes intenciones (160.000 soldados se concentraban en Silesia, en la frontera con el territorio austríaco). Por su parte, el emperador Leopoldo II de Habsburgo se comprometió a no expandirse a costa del imperio turco.
El 9 de agosto de 1791 se firmó en la ciudad de Sistova (actualmente en Bulgaria) el tratado de paz que ponía fin al conflicto. Según se estipulaba en el documento, los austríacos devolverían a los otomanos todos los territorios ocupados durante la guerra, a excepción de la ciudad de Orsova y de una franja de terreno montañoso a lo largo de la frontera bosnio-croata ( Cetingrad, Drežnik Grad, Donji Lapac y Srb).
La guerra austro-turca de 1787-1791 sería la última de las guerras habsburgo-otomanas. Terminadas las guerras napoleónicas, la política austríaca con respecto al imperio otomano cambió radicalmente. En vez de luchar por la anexión de los principados del Danubio, Austria trató de preservar en lo posible la integridad territorial otomana y de que los principados se convirtieran en un tapón que frenara la expansión de Rusia hacia los Balcanes.